# Bally's Las Vegas
Bally's Las Vegas Hotel & Casino är både ett kasino och ett hotell som ligger utmed gatan The Strip i Paradise, Nevada i USA. Den ägs och drivs av Caesars Entertainment Corporation. Hotellet har totalt 2 814 hotellrum.
Kasinot har sitt ursprung från 1963 när Three Coins Motel invigdes, fyra år senare fick den namnet Bonanza Hotel and Casino och i senare skede New Bonanza Hotel and Casino. Den 5 december 1973 invigdes MGM Grand Hotel and Casino, den kostade $106 miljoner att fastställa och finansierades av Kirk Kerkorian. Kasinot var världens största vid den tidpunkten och var i ensamt majestät fram till Steve Wynn uppförde The Mirage på 1980-talet. 1986 såldes kasinot till Bally Manufacturing för $594 miljoner och den fick det nuvarande namnet. 1995 köpte hotelloperatören Hilton Hotels Corporation Bally's Entertainment, som de hette då, för $3 miljarder. Den 17 april 1997 inleddes konstruktionen av systerkasinot som fick namnet Paris Las Vegas och den stod färdig i september 1999 för en kostnad på $760-800 miljoner. Under 2018 blev 2 052 hotellrum renoverade till en kostnad på $125 miljoner. År 2022 blev Bally's och dess systerkanalen Paris de första fastigheterna på Strip som stod som värd för World Series of Poker.